# Evropská silnice E7
Evropská silnice E7 je evropskou silnicí 1. třídy. Začíná ve francouzském Pau, a končí ve španělské Zaragoze. Celá trasa měří 247 kilometrů.

## Trasa
- Francie
  - Pau – Oloron-Sainte-Marie – Lurbe-Saint-Christau – Somport

- Španělsko
  - Somport – Jaca – Sabiñánigo – Nueno – Huesca – Zuera – Zaragoza

## Galerie

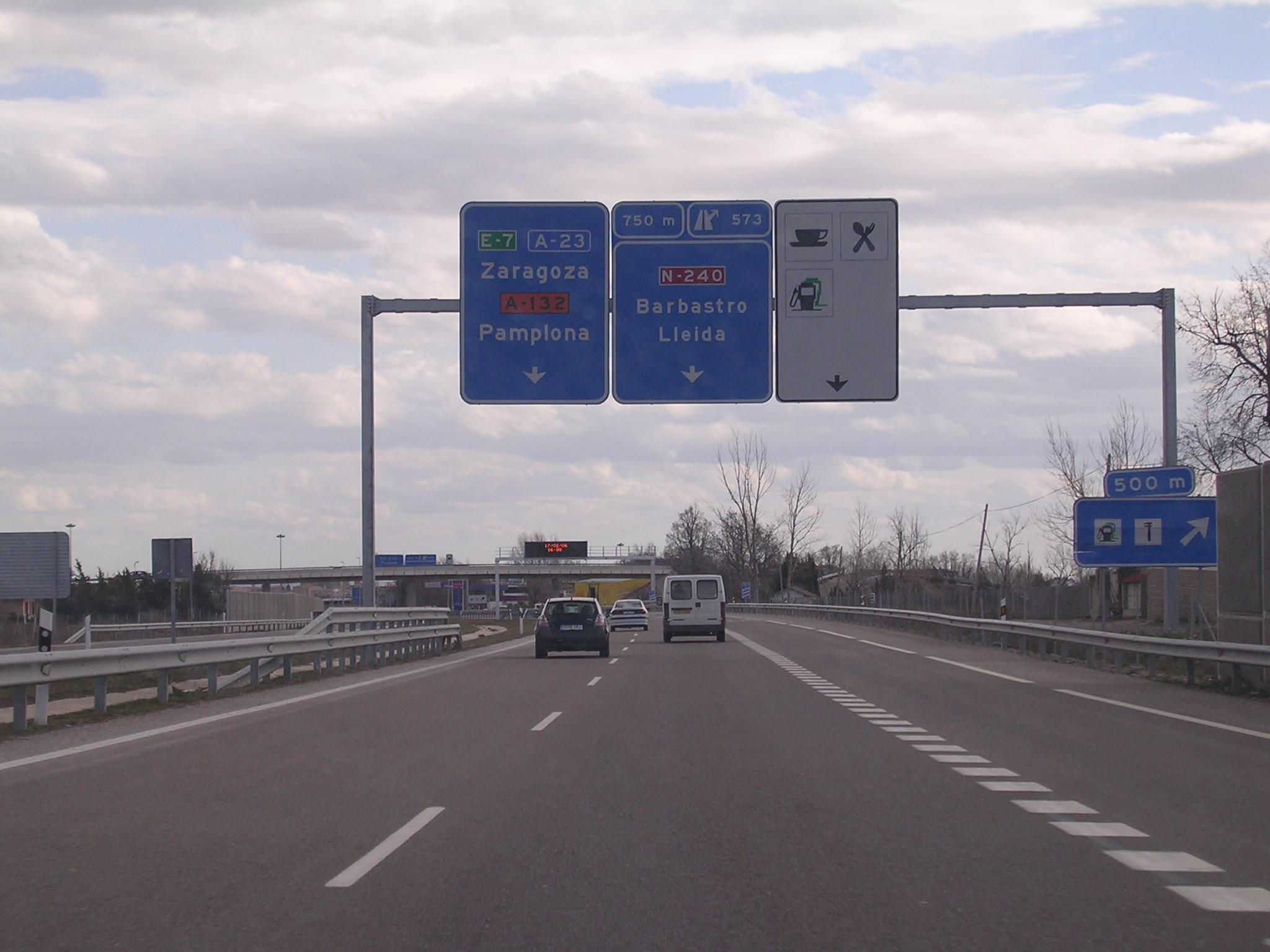
E7 ve Španělsku
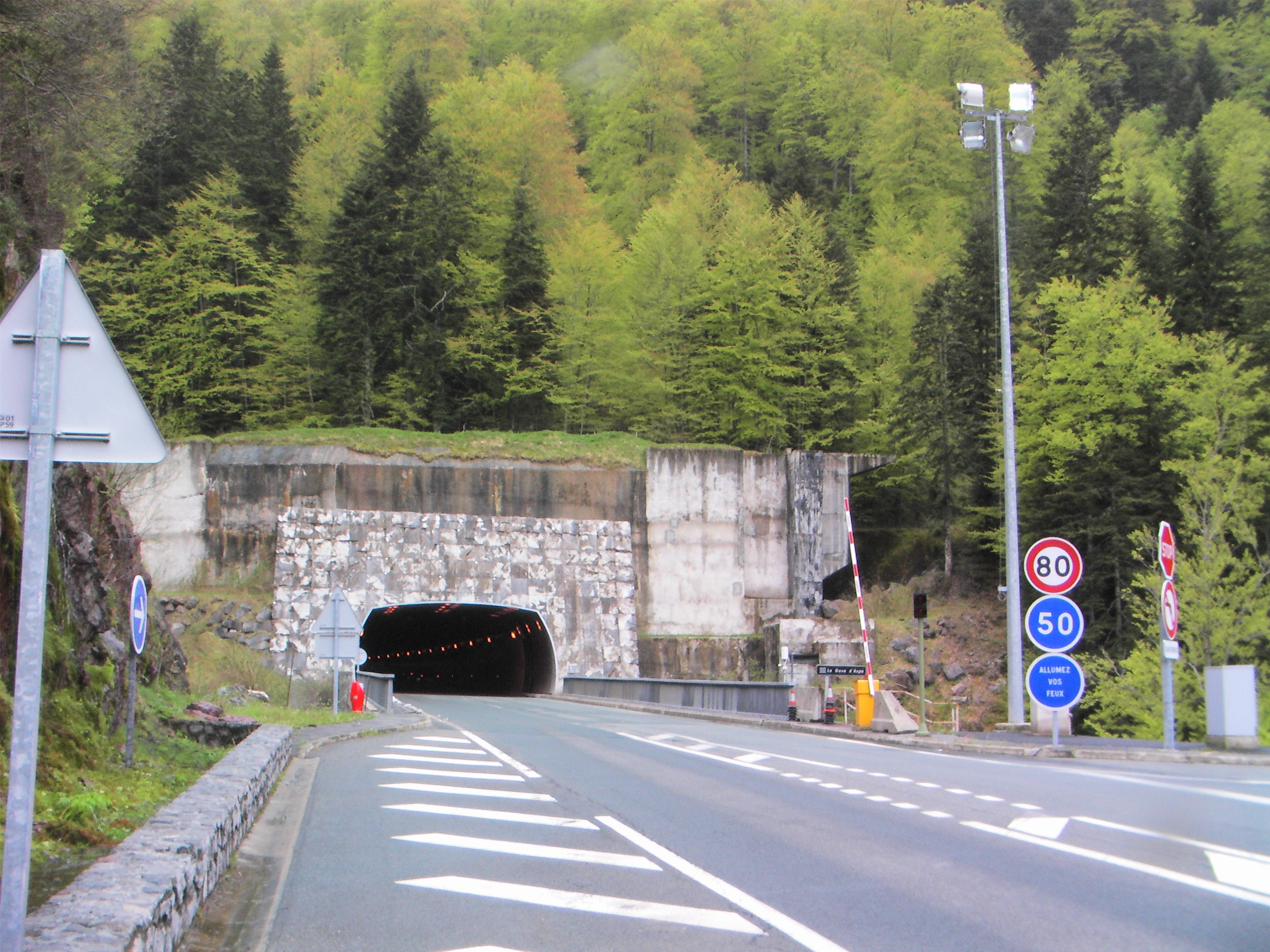
Tunel v Somportu, vjezd z francouzské strany
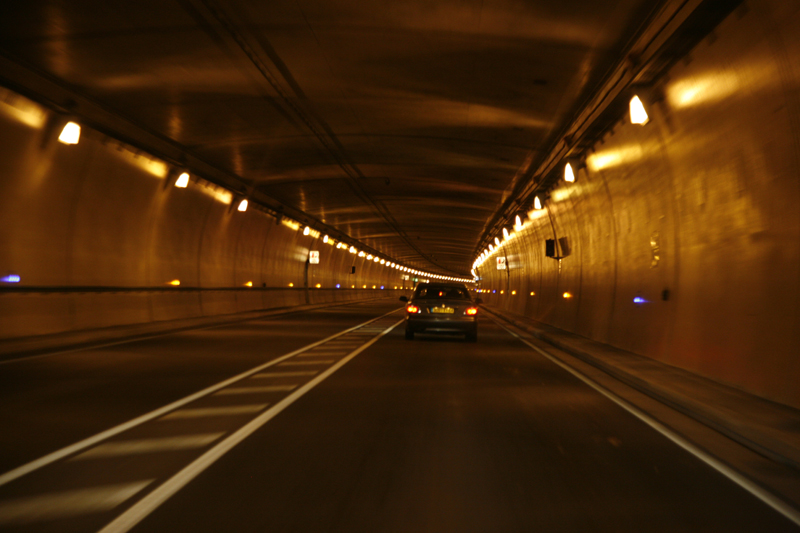
Vnitřek tunelu Somport